# زيبالوس (كولومبيا البريطانية)
زيبالوس (بالإنجليزية: Zeballos, British Columbia)‏ هي بلدة تقع في كندا في Strathcona Regional District. يقدر عدد سكانها بـ 125 نسمة ومساحتها 1.45 كم2 .